# Дементьев, Николай Иванович (поэт)
Николай Иванович Дементьев (1907 — 28 октября 1935) — русский советский поэт.

## Биография
Николай Дементьев родился в семье интеллигентов. В 1920-х годах учился в Литературно-художественном институте имени В. Я. Брюсова, закончил литературное отделение МГУ. Женился на своей однокурснице Надежде Адольф. Состоял в литературной группе «Перевал». Публиковался в «Красной нови», «Комсомольской правде», «Молодой гвардии», «Новом мире», «Октябре». Было выпущено 4 сборника стихотворений. Известно также стихотворение его друга Эдуарда Багрицкого «Разговор с комсомольцем Н. Дементьевым» (1927).
Окончил курсы при Центральном институте труда, работал слесарем на строительстве Бобриковского химкомбината, занимался журналистикой и писал научно-популярные книги.
Был задержан при попытке покончить с собой в гостинице для иностранцев (позже рассказал жене, что ему почудилось, что город захватили фашисты, и он не хотел отдаться им живым), помещён в психиатрическую больницу имени Кащенко. Затем был выписан из больницы, но его психическое состояние ухудшилось.
28 октября 1935 года покончил жизнь самоубийством, выбросившись с балкона 6-го этажа. Похоронен на Новодевичьем кладбище. На его смерть Борис Пастернак написал стихотворение «Безвременно умершему».

### Сборники
- Шоссе энтузиастов, 1930.
- Овладение техникой, 1933.
- Рассказы в стихах, 1934.
- Избранные стихотворения, 1936.
- Стихотворения. — М.: ГИХЛ, 1959.

### Поэмы
- Город

### Детская литература
- Роальд Амундсен, 1931.
- Самолёт. — М.: ОГИЗ; Молодая гвардия, 1931. — 16 с. — Рис. Л. Жолткевич.

В телевизионном сериале «Дело следователя Никитина» (2012) расследование причин смерти Николая Дементьева составляет одну из главных сюжетных линий.